# Aoba Kaori
Pour les articles homonymes, voir Aoba.
Aoba Kaori est un nom japonais traditionnel ; le nom de famille (ou le nom d'école), Aoba, précède donc le prénom (ou le nom d'artiste).
Aoba Kaori (青葉 かおり) est une joueuse professionnelle japonaise de go.